# American Association of Petroleum Geologists
De American Association of Petroleum Geologists (afgekort: AAPG) is een non-profitorganisatie die zich toelegt op het verspreiden en uitwisselen van aardwetenschappelijke (met name geologische) kennis uit de exploratie. De organisatie had in 2007 meer dan 31.000 leden en zetelt in het Amerikaanse Tulsa (Oklahoma). Ongeveer een derde van de leden woont buiten de VS, de meeste zijn werkzaam in de olie-industrie.
De AAPG legt zich, behalve op kennis en techniek uit de exploratie, ook toe op milieuvraagstukken gerelateerd aan aardwetenschappelijke problemen. Ze geeft twee wetenschappelijke tijdschriften uit.
In 1999 nam de AAPG het standpunt in dat de menselijke invloed op de opwarming van de Aarde niet aangetoond is. De AAPG had gedurende de jaren 00 openlijk kritiek op de methoden en cijfers van het IPCC, die ze gepolitiseerd en onwetenschappelijk acht.